# Belle Gunness
Belle Sorenson Gunness, nata Brynhild Paulsdatter Størseth (Selbu, 11 novembre 1859 – ... scomparsa a La Porte il 28 aprile 1908), è stata una serial killer norvegese naturalizzata statunitense, una delle più prolifiche di tutta la storia degli Stati Uniti con almeno 40 omicidi accertati, che potrebbero essere fino ad oltre 60.

## Biografia
Brynhild nacque nella regione del Trøndelag nella Norvegia centrale da una famiglia povera. Il padre, Paul Pedersen Størset, lavorava come tagliapietre e possedeva una piccola fattoria che bastava a malapena a sfamare la famiglia; la madre, Berit Olsdatter, era una casalinga. La giovane Brynhild, la più piccola dei suoi otto fratelli, si manteneva come tante altre ragazze della sua età e della sua condizione sociale portando le pecore al pascolo. I fattori presso i quali lavorava erano soddisfatti del suo operato: sapeva svolgere svariate mansioni come ad esempio fare il formaggio e non aveva paura di passare la notte nelle baite di montagna; inoltre fisicamente era molto forte, era alta 1,83 per 91 kg di peso.
Il successo che riscuoteva tra i suoi datori di lavoro non era lo stesso che riscuoteva tra i suoi coetanei dai quali non era ben voluta e veniva descritta come una ragazza maliziosa e bugiarda. In Norvegia circola una storia non verificata, sugli anni della giovinezza di Belle. Questa leggenda narra che Brynhild partecipò ad una festa danzante in stile country mentre era incinta. Lì venne aggredita da un uomo che le sferrò un calcio all'addome, facendole perdere il bambino. L'uomo, il quale proveniva da una ricca famiglia norvegese, non venne mai perseguito dalla legge.
Secondo le persone che la conoscevano bene, in seguito a quest'episodio, la sua personalità cambiò drasticamente. Nel 1882, a ventitré anni, grazie all'aiuto della sorella, Nellie Larson, e di suo marito, emigrò negli Stati Uniti d'America, dove la sorella si era stabilita precedentemente. Appena arrivata Brynhild cambiò il suo nome in Belle e iniziò a lavorare come cameriera. La sorella dichiarò: «Belle impazziva per i soldi. Erano il suo punto debole».

### Gli omicidi
Circa due anni dopo essersi stabilita in America, Belle conobbe Mads Sorensen, un sorvegliante notturno, con il quale ben presto si sposò. Nel 1890 si trasferirono in un sobborgo di Chicago, ad Austin. Belle adottò in quel periodo una bambina di otto mesi, Jenny Olsen, il cui padre alla morte della moglie non si era sentito di crescerla da solo. Quando però questi si risposò e volle riprendersi la figlia con sé, nacque una battaglia legale per la custodia di Jenny, dalla quale uscì vincitrice la Gunness. Circa sei anni dopo iniziò ad avere figli suoi; i primi due, Caroline ed Axel, morirono rispettivamente nel 1896 e nel 1898 di colite acuta.
Dopo sedici anni di matrimonio, nel 1900, trascorsi nella povertà, morì anche Mads Sorensen, l'unico giorno in cui le due assicurazioni sulla vita che l'uomo aveva stipulato con due compagnie diverse erano entrambe valide. Il dottore che visitò Mads pensò subito ad un avvelenamento da stricnina. Interrogata dal medico sull'avvenuto, Belle dichiarò di aver dato al marito una polvere per curare il suo raffreddore e il medico di famiglia assicurò al collega di aver prescritto lui stesso la medicina. Il medico si convinse a firmare il certificato di morte e le due assicurazioni pagarono la vedova. Belle con la somma acquistò un negozio di abbigliamento che pochi mesi dopo venne distrutto da un incendio la cui causa, secondo Belle, era da attribuire all'esplosione di una lampada a kerosene che però non venne mai rinvenuta. Con i soldi dell'assicurazione comprò una fattoria nei dintorni di La Porte, nell'Indiana. Belle si stabilì nella nuova proprietà con la figlia adottiva Jenny e con le figlie naturali che le erano rimaste, Myrtle e Lucy.
Nel 1902 sposò un macellaio norvegese, Peter Gunnes, che aveva conosciuto tramite dei suoi cugini. L'uomo rimasto da poco vedovo si trasferì nella fattoria di Belle con la figlia, Swanhilde. Nove mesi più tardi l'uomo morì in uno strano incidente domestico. Peter era macellaio, e insieme alla moglie stavano preparando delle salsicce. Una volta finito il lavoro Belle lavò il tritacarne e lo mise ad asciugare su una mensola sopra il camino, dopo di che accompagnò le figlie a letto. Quando tornò trovò il marito steso per terra a faccia in giù. Il tritacarne gli era piombato in testa uccidendolo. Belle chiamò un medico che a sua volta avvertì la polizia; il medico legale sospettò che si trattasse di un omicidio ma, grazie alla testimonianza della figlia adottiva Jenny Olsen (che affermò di aver assistito alla scena), il caso venne archiviato come incidente. Il fratello di Peter non credette mai nell'innocenza della cognata e per sicurezza fece rapire la piccola Swanhilde Gunness per tenerla con sé. Ancora una volta la Gunness ottenne una discreta somma dall'assicurazione sulla vita del marito e due mesi più tardi diede alla luce un maschietto, al quale diede il nome di Philip.
Nel 1906, qualche anno dopo la morte di Peter Gunness, Jenny raccontò ad alcuni suoi compagni di scuola che era stata effettivamente sua madre ad assassinare il genitore, colpendolo violentemente col tritacarne. La notizia circolò e Jenny venne quindi di nuovo interrogata dalla polizia, ma di fronte agli inquirenti negò tutto. Belle dopo quell'episodio raccontò ai vicini che avrebbe mandato la figlia adottiva in un collegio nel Wisconsin. La ragazza raccontò ad un suo compagno di scuola della sua partenza, promettendogli che prima di lasciare la città sarebbe passata a salutarlo e gli avrebbe dato il suo indirizzo. Invece partì improvvisamente senza salutare nessuno.
Nonostante il suo fisico robusto e mascolino, Belle era una donna molto sensuale che detestava la solitudine; ebbe così diversi amanti scelti tra gli uomini che lavoravano per lei, tra cui Ray Lamphere, l'ultimo. Altri pretendenti bussarono alla porta di Belle suscitando la gelosia dell'amante. Belle infatti aveva messo un annuncio su un giornale per emigranti norvegesi: "Donna attraente proprietaria di bella fattoria in ottime condizioni cerca uomo affidabile benestante scopo matrimonio". In molti risposero all'annuncio di Belle e ricevettero una lettera di risposta nella quale Belle chiedeva di depositare una somma di denaro a proprio nome per conquistare così la sua fiducia. Gli uomini venivano convinti proprio dalla sua richiesta stravagante in quanto veniva letto come sintomo di grande senso pratico ed onestà. A La Porte iniziarono così a susseguirsi gli spasimanti norvegesi.
John Moo giunse da Elbow Lake, portando con sé mille dollari da offrire a Belle in cambio del contratto di matrimonio. Egli scomparve dalla fattoria una settimana dopo l'arrivo. In seguito si recò nella tenuta di Belle George Anderson, il quale però non aveva portato con sé il denaro richiesto; voleva infatti prima assicurarsi che la futura moglie gli piacesse. Si trovò davanti una donna di quarantotto anni vestita come un uomo e che si esprimeva in un linguaggio rude e volgare. Sarebbe ripartito subito, ma Belle dispiegò tutte le armi di seduzione in suo possesso e trascorsero la notte insieme. Durante la notte si svegliò di soprassalto e vide Belle accanto a lui che lo fissava con un'espressione sinistra: fuggì via ed ebbe così salva la vita.
Ray Lamphere mal sopportava il susseguirsi di amanti e le faceva terribili scenate finché Belle lo licenziò; ma l'uomo rimase sempre nei dintorni a spiarla: Belle lo denunciò. Infine, all'annuncio rispose Andrew Helgelien, proprietario di una fattoria ad Aberdeen, nel Dakota del Sud; la coppia si scambiò numerose lettere prima di incontrarsi e l'uomo arrivò a La Porte nel gennaio del 1908 con tutti i suoi risparmi. Qualche giorno dopo si recò presso la banca di La Porte con Belle a versare un assegno e subito dopo scomparve. Intanto il fratello di Helgelien, Asle, cominciò a preoccuparsi per l'assenza di Andrew. Belle di solito sceglieva tra i suoi uomini quelli che non avevano famiglia al fine di evitare ricerche, ma quella volta commise un errore. Asle le scrisse chiedendo notizie del fratello e Belle rispose che era stato da lei qualche tempo prima, ma lei stessa aveva perso le sue tracce.
Asle, non convinto da questa risposta, andò a La Porte e si recò dallo sceriffo, denunciando la scomparsa del fratello ed esponendo i propri sospetti su Belle Gunness, ma proprio quella notte la fattoria di Belle venne distrutta da un incendio. La polizia pensò che i cadaveri che vennero rinvenuti fossero di Belle e dei suoi figli, ed arrestò Ray Lamphere, denunciato tempo prima dalla Gunness. Tutti quelli che conoscevano Belle ne piansero la morte, non sospettando che di lì a poco il loro dolore si sarebbe tramutato in orrore. Infatti Asle Helgelien aveva continuato le sue indagini alla ricerca del fratello ed aveva interrogato un ex dipendente della donna, Joe Maxson. Emerse che Maxson, sotto l'ordine di Belle, avesse livellato il terreno all'interno del porcile con grosse quantità di immondizia. Asle convinse lo sceriffo a controllare e dal primo scavo emerse il corpo mutilato di Andrew Helgelien; successivamente vennero dissotterrati i cadaveri di vari pretendenti di Belle, alcuni lavoratori di cui era stata amante nonché la figlia adottiva Jenny partita nel 1906 per un fantomatico collegio. Altri corpi tra cui quelli di una donna e di due bambini non furono mai identificati. Il numero delle vittime di Belle non fui mai accertato con precisione ma è stimato intorno a quaranta persone, se non più, probabilmente fino a oltre 60.

### Ray Lamphere
Ray Lamphere venne riconosciuto colpevole per l'incendio doloso della fattoria, ma scagionato dall'accusa di omicidio: venne condannato a vent'anni di carcere. Morì però l'anno successivo di tubercolosi, e prima di esalare l'ultimo respiro fece una confessione completa al reverendo Schell, raccontando di non aver mai partecipato attivamente agli omicidi, ma di aver aiutato Belle Gunnes a seppellire i cadaveri già smembrati. Raccontò inoltre la procedura degli omicidi. Belle attirava le sue vittime nella sua fattoria, serviva loro regali pasti, li deliziava a letto e in seguito li avvelenava con la stricnina o li uccideva durante il sonno con un'ascia; portava il corpo dello sventurato amante di turno nella cucina, dove sezionava il corpo, distribuendo poi i pezzi in vari sacchi di tela i quali venivano seppelliti nel porcile.
Inoltre fornì la spiegazione dell'incendio. Disse che anche quello faceva parte del piano della donna: aveva ucciso con la stricnina una donna che si era recata presso la fattoria in cerca di lavoro, le aveva messo indosso i suoi abiti, le aveva tagliato la testa e lasciato vicino i suoi denti finti. Aveva ucciso i figli con la stricnina e messi a letto, dopodiché con Lamphere aveva dato fuoco alla casa. Successivamente Lamphere l'aveva accompagnata alla stazione ferroviaria, dalla quale Belle partì promettendo all'amante di dargli sue notizie, ma da allora non l'aveva più vista né sentita. Lo sceriffo non credette mai alle parole di Ray.

### Misteri intorno a Belle
I misteri che circondano quest'enigmatica serial killer sono parecchi; al momento del ritrovamento del cadavere di Belle molti dubitarono che il cadavere decapitato fosse della donna; le misure non corrispondevano: la donna morta era molto più piccola della signora Gunness e anche ammesso che la carne bruciata si restringa, la differenza era considerevole. Inoltre il medico incaricato di analizzare gli organi interni rivelò la presenza di tracce di stricnina. Venne inoltre interpellato un dentista il quale identificò i denti finti come appartenenti a Belle, ma poteva comunque averli messi lì apposta.
Si sospettò che Belle Gunness non fosse una donna bensì un uomo, sospetto che risaliva dalla nascita del figlio Philip. Le vicine raccontarono che Belle aveva evitato di mostrarsi durante il parto, nonostante le donne si fossero offerte di aiutarla. Quando la levatrice era giunta nella fattoria la trovò già in piedi con un bambino perfettamente pulito ed addormentato, il quale appariva più grande di un neonato. Pensarono che il bambino non fosse suo e che Belle fosse un uomo; tesi sostenuta anche dagli uomini del paese, i quali l'avevano vista compiere mansioni particolarmente difficili come caricarsi sulle spalle pesanti tronchi di legna senza dimostrare fatica. La donna faceva inoltre tutti i lavori pesanti nella fattoria.
Belle Gunness inoltre fu avvistata parecchie volte successivamente alla sua presunta morte. Nel 1909 un cittadino di La Porte giurò di averla vista in casa dell'amica del cuore di Belle, Almetta Hay. Dopo la morte di Almetta nella sua abitazione venne rinvenuto il teschio di una donna avvolto in un materasso. Si potrebbe dedurre che si trattasse dei resti del cranio appartenuto alla donna uccisa nell'incendio, ma non furono mai fatte indagini a tal proposito.